# أميغا
أميغا (بالإنجليزية: Amiga) هي عائلة حواسيب شخصية باعتها شركة كومودور في الثمانينيات والتسعينيات. وقد اشتهر استخدامها بسبب خواص الوسائط المتعددة كالصورة والصوت بالإضافة إلى خاصية تعدد المهام.

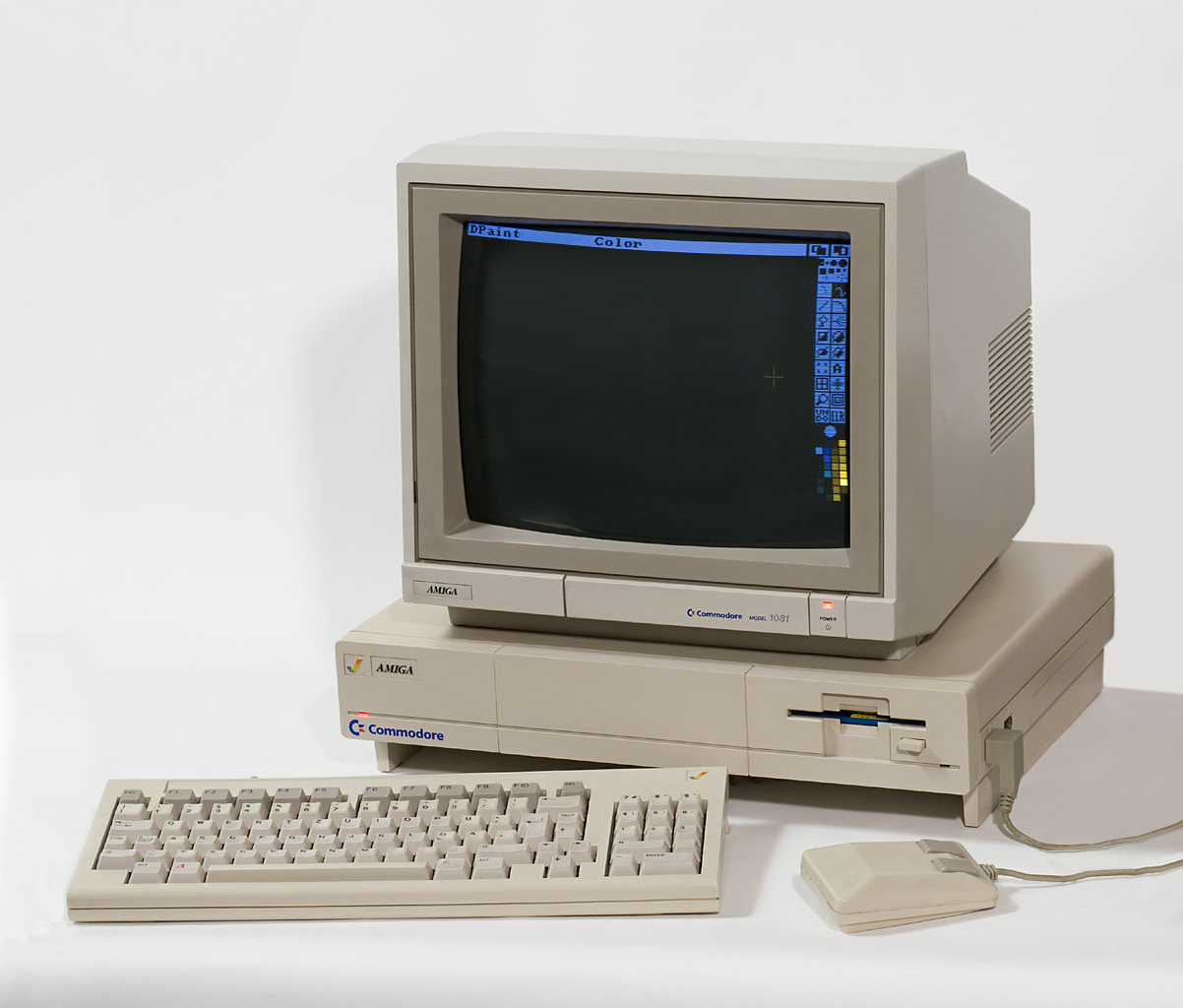
أميغا 1000، كان أول نموذج يتم بيعه وذلك في عام 1985م.

## نظام التشغيل

### أميغا أو أس
أميغا أو أس هو نظام تشغيل متعدد المهام موجه لاستخدام شخص واحد. في البداية طورته شركة كومودور إنترناشونال وقد أعلن عنه في عام 1985م مع جهاز أميغا 1000.
النسخ القديمة (1.0-3.9) كانت تعمل على موترولا 688000 وهو جيل من المعالجات الدقيقة ذات سرعة 16 بت و32 بت. في حين أن النسخة الأحدث -أميغا أو أس 4- كانت تعمل على معالجات باور بي سي فقط.

## وصلات خارجية
- Official AmigaOS website
- History of the Amiga
- Famous Amiga Uses
- Amiga, Inc
- Amiga Software Database[وصلة مكسورة]
- Amiga Hardware Database
- Big Book of Amiga Hardware

لا توجد روابط لمواقع التواصل الاجتماعي.